# Relaciones España-Palaos
Las Relaciones España-Palaos son las relaciones internacionales entre Palaos y España. Palaos actualmente no tiene ninguna representación diplomática o consular en España. España posee un consulado honorario  en Koror, y la embajada que representa a España para Palaos está instalada en Manila, Filipinas.

## Relaciones históricas
Se cree que el primer explorador europeo en avistar las islas fue el español Gonzalo Gómez de Espinosa en 1522, a bordo de la nao Trinidad, durante la expedición de Magallanes-Elcano. Más tarde sería visitada por Ruy López de Villalobos en 1543.

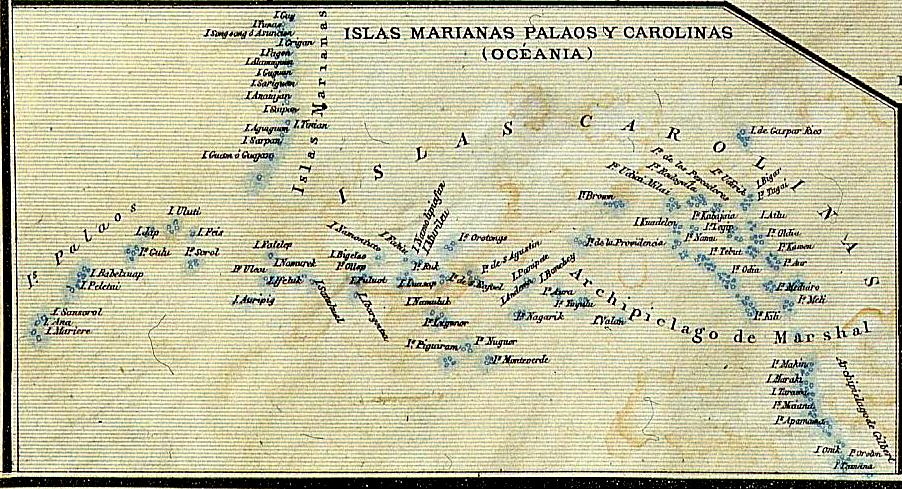
Islas Marianas, Palaos y Carolinas de la Capitanía General de las Filipinas en 1888.

Tras la conquista de las Filipinas en 1565 por el Imperio español, el archipiélago de Palaos perteneció a la Capitanía General de las Filipinas, creada en 1574, como parte de las Indias Orientales Españolas.
Sin embargo, la presencia española sólo comenzó a expresarse con la evangelización, iniciada a finales del siglo XVII, y su dominio empezó a delinearse en el siglo XVIII. 
Los primeros encuentros fueron con balleneros y comerciantes, que utilizaban las islas como escalas en sus viajes. Desde esos primeros contactos, pero sobre todo a partir del siglo XIX, las enfermedades traídas en los barcos provenientes de Europa diezmaron a la población de la isla, en particular viruela, gripe y lepra, lo mismo que el uso de armas de fuego para resolver las diferencias tribales. Se calcula que la población indígena pasó de 50.000 habitantes antes de entrar en contacto con los europeos, a un total no superior a los 3.700 a principios del siglo XX.

## Relaciones diplomáticas
Estableció relaciones diplomáticas con España el 3 de agosto de 1995. En diciembre de 2012, el presidente del Gobierno envió una carta de condolencias al Presidente Remengesau Jr por las víctimas y los desastrosos efectos del tifón Bopha. En noviembre de 2013, el Rey de España envió una carta de condolencias al Presidente Remengesau por los cuantiosos daños materiales sufridos a causa del tifón Haiyan.
A finales de 2014 Palaos despenalizó las relaciones homosexuales tras la mediación de España y otros países.

## Cooperación
A finales de 2006 España otorgó una subvención de 200.000 euros al Gobierno de la República de Palaos, a través de su Ministerio de Estado, para la ejecución del proyecto “Conservación y uso sostenible de la biodiversidad marina y costera de Palaos”. En el mes de marzo de 2009 se concluyó este proyecto. Es de destacar que con motivo de la Expo de Zaragoza de 2008 y tras diversos contactos, Palaos accedió a integrarse dentro del Pabellón del Pacífico que ganó el primer premio de Pabellones. Igualmente, España invitó a las autoridades de Palaos para que asistieran al Día Nacional de Palaos en la Expo.
También en 2008 España contribuyó con 3,4 millones € a un proyecto de mejora de las redes informáticas y para la creación de un consorcio de universidades que favorezca el intercambio de conocimientos en la región del Grupo de Pequeños Estados Insulares en vías de desarrollo- Small Island Developing States (SIDS)-, de los que forma parte Palaos en 2011, España facilitó una financiación de 30.000 euros al Ministerio de Educación
de Palaos para la organización de la reunión en noviembre de ese año en Koror de Directores de Educación de los Estados miembros del Foro de la Islas
del Pacífico para la elaboración de un marco regional de educación.
En el año 2013 se les ha concedido en el marco del Programa de Cooperación Cultural para Filipinas y el Pacífico (SPCC) una ayuda por valor de 100.000,00 pesos filipinos (1.887,51€) para la celebración de la “2nd Anual Conference Dilmlengui Women Group”. De cara a la 45ª Cumbre del Pacific Islands Forum, España ha decidido apoyar la organización con 20.000 euros, tal como hizo en años anteriores en dicha cumbre.